# Ride (phim 2012)
"Ride" là một phim ngắn dài 10 phút do ca sĩ người Mỹ Lana Del Rey viết kịch bản và Anthony Mandler đạo diễn. Del Rey đồng thời cũng thủ vai chính trong phim. "Ride" được phát hành trên kênh VEVO ngày 12 tháng Mười năm 2012. Bộ phim nhận được phản ứng tích cực của khán giả, nhưng đồng thời cũng có ý kiến trái chiều do nội dung đề cập tới các vấn đề gây tranh cãi như mại dâm, thông gian, bạo lực, hiếp dâm và trả thù.

## Nội dung
Bộ phim mở đầu với cảnh người Nghệ Sĩ (Artist), diễn bởi Del Rey, trong trang phục cao bồi đang ngồi trên một chiếc xích đu làm từ bánh xe ở giữa sa mạc rộng lớn. Giọng tường thuật bắt đầu: "Tôi đã trải qua mùa đông trong đời, và những người đàn ông tôi gặp là mùa hạ ngắn ngủi..." Cảnh tiếp theo là Nghệ Sĩ đi loanh quanh ở một góc phố vắng trong đêm khuya, cố gắng xin quá giang xe của một người đàn ông. Khán giả có thể nghe nàng giải thích vì sao Nghệ Sĩ lại trở thành gái điếm. Nàng cũng chia sẻ rằng gia đình cũng như bạn bè không đồng ý với lối sống mà nàng chọn, nhưng nàng không quan tâm vì họ làm sao hiểu được cảm giác "nhà là bất cứ đâu mình ngả lưng."
Ở cảnh kế tiếp, Nghệ Sĩ đang trình diễn trong một quán rượu, kể rằng nàng từng là ca sĩ, nhưng "không nổi tiếng lắm." Nàng cũng nhấn mạnh rằng từ nhỏ mình đã không giống với những cô gái khác, và rằng nàng "sinh ra để làm người thứ ba."
Vài phân đoạn ngắn của Nghệ Sĩ ngồi sau tay lái một anh chàng thuộc một biker gang (nhóm giang hồ chạy xe phân khối lớn) được chiếu, trước khi giai điệu của ca khúc chủ đề "Ride" vang lên.
Nghệ Sĩ có nhiều khách hàng, hay "người tình" (diễn bởi Ian Seeberg, Scott The Wall, và Kevin Peterso theo thứ tự xuất hiện). Nàng thường cùng họ chạy trốn khỏi nhà. Cứ như vậy, Nghệ Sĩ gia nhập một biker gang, tuyên bố mình "cuối cùng đã ở nhà", trong khi tiếp tục cuộc sống rày đây mai đó từ khách sạn này đến nhà nghỉ khác.
Đêm nọ, Nghệ Sĩ và những người bạn của nàng tiệc tùng trong một góc vắng trên sa mạc. Họ uống rượu, lái xe qua lửa, hú lên dưới trăng. Cảnh phim nổi tiếng nhất với Lana Del Rey đội mũ thổ dân da đỏ diễn ra trong phân đoạn này. Nghệ Sĩ và một người tình trốn đi cùng nhau khi tiệc tàn, nhưng hắn ta cố hiếp dâm nàng. Nghệ Sĩ đã bắn hắn ta bằng một khẩu súng ngắn. Phim kết thúc với hình ảnh tương tự như khi mở đầu, với Nghệ Sĩ ngồi trên xích đu, nói rằng "tôi điên rồ thật đấy, nhưng hoàn toàn tự do."
Sống nhanh. Chết trẻ. Cứ hoang dại đi. Cứ hoan lạc đi. Tôi tin vào một nước Mỹ của ngày xưa. Tôi tin vào con người mình muốn trở thành. Tôi tin vào sự tự do trên con đường rộng mở. Khẩu hiệu của tôi vẫn và sẽ luôn như vậy: tôi tin vào lòng tốt của kẻ lạ. Và nếu như tôi mâu thuẫn với chính mình, tôi sẽ rồ ga, tôi sẽ cứ rồ ga.
Lana Del Rey, Ride

## Diễn viên và đội ngũ sản xuất

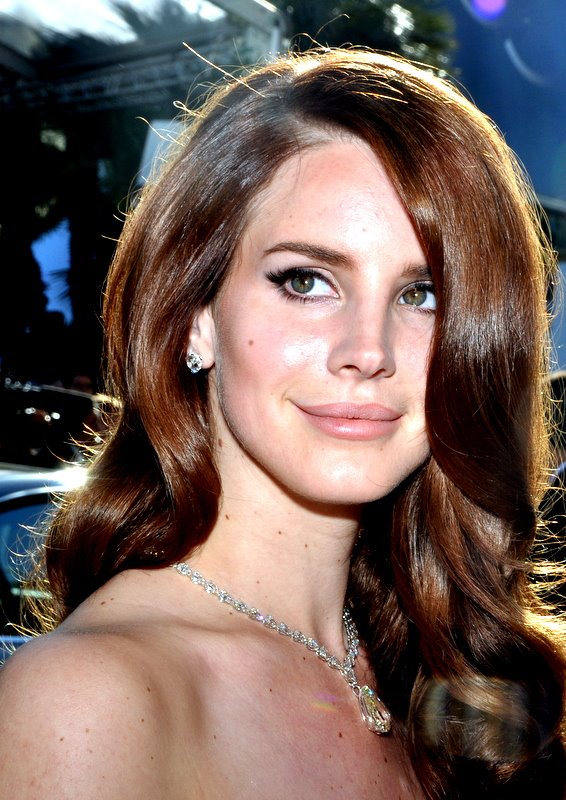
Del Rey tháng Năm 2012 tại Cannes

| Diễn viên - Lana Del Rey trong vai Nghệ Sĩ. - Ian Seeberg vai người tình. - Scott The Wall vai người tình. - Kevin Peterson vai người tình. - Josh Kurplus vai thành viên của biker gang. - Brian Harlow vai thành viên của biker gang. - Shawn Donohue vai thành viên của biker gang. - Steve Buchanan vai thành viên của biker gang. - Will Thomas vai thành viên của biker gang. - Chuck Grant (không được đề cập) vai thành viên của biker gang. | Crew - Anthony Mandler – Đạo diễn - Heather Heller – Nhà sản xuất - Kristen Loftin – Giám sát sản xuất - Malik Sayeed – Chỉ đạo quay phim - Benji Bamps – Thiết kế sản xuất - Diamond Dave – Trợ lý đạo diễn - Regina Fernandez – Điều phối viên - Johnny Blue Eyes – Stylist - Savannah – Trợ lý stylist - Anna Cofone – Stylist tóc - Pamela Cochrane – Nghệ sĩ trang điểm - Hassan Adbul Wahid – Trợ lý quay phim - Josh Davis – Gaffer - Demetrie Cooley – Key grip |

## Phát hành

### Bối cảnh

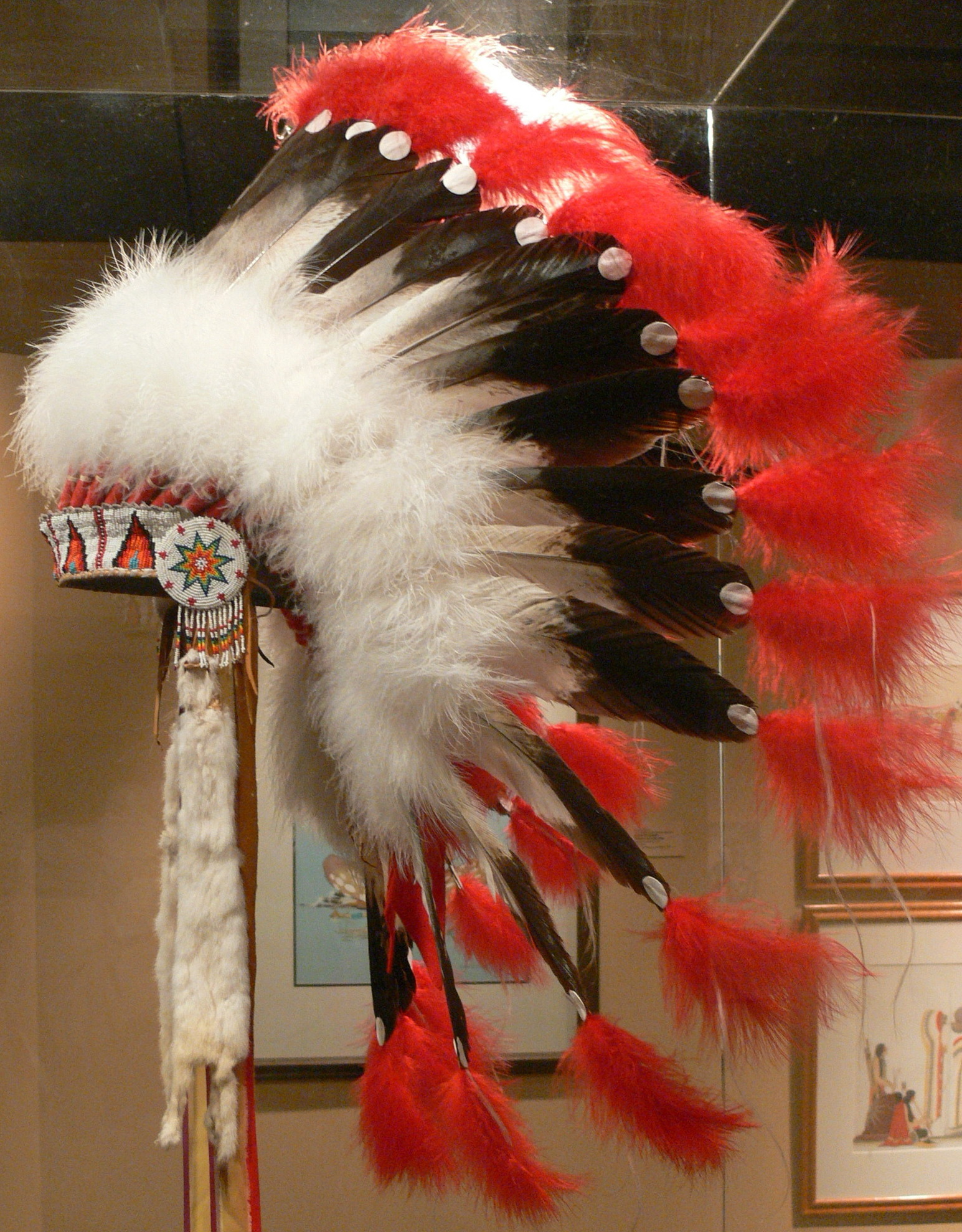
Một mũ thổ dân da đỏ, tương tự cái Lana Del Rey đội trong "Ride".

Anthony Mandler, người từng đạo diễn cho video "National Anthem" tiếp tục hợp tác với Lana Del Rey với vai trò đạo diễn phim. "Ride" được chiếu lần đầu tiên ở nhà hát Santa Monica, California vào ngày 10 tháng Mười năm 2012. Buổi trình chiếu đã thu hút 400 khán giả.

### Đánh giá
Nhà báo Lucy Jones của tờ NME so sánh vai Nghệ Sĩ của Del Rey với vai diễn của Blanche DuBois trong phim Chuyến tàu mang tên dục vọng. Jones cho rằng việc Del Rey tiếp tục với hình tượng Lolita, thậm chí "đi xa hơn vào khía cạnh mại dâm, tìm kiếm sự an toàn trong vòng tay đàn ông" khiến phụ nữ trông thật yếu đuối, đồng thời việc Lana "kêu gọi sự đồng cảm với hành động trao đổi tình dục lấy một mái ấm" là rất phản nữ quyền. Hai trang OK! và Vibe cũng chú ý đến chủ đề mại dâm của "Ride", trong đó tờ Vibe viết rằng "chưa bao giờ mại dâm lại được đưa lên tầm nghệ thuật điện ảnh như vậy."
Lucy Jones cũng so sánh giữa "Ride" và video "Born to Die" trước đó của Lana Del Rey và chỉ ra những điểm tương đồng về mặt hình ảnh như móng tay đỏ, giày Converse, bông tai hình thánh giá, cờ Mỹ, hình xăm, súng đạn, v.v... Jones nói rằng dù có vẻ sâu sắc, nhưng lời thoại của nhân vật Nghệ Sĩ lại không phải tự sự của chính Del Rey. Các nhà báo của tờ The New York Observer thì nhận xét: "Lời thoại chỉ để cho có, hoàn toàn không có ý nghĩa gì, không phục vụ cho mục đích gì ngoài gây ra tranh cãi." Amanda Dobbins của tờ New York đánh giá cảnh phim cuối xứng đáng là một trong những kiệt tác của Lana Del Rey. David Greenwald của MTV so sánh "Ride" với những bộ phim như Easy Rider, nhận xét rằng mặc dù có bối cảnh và câu chuyện phổ biến trong văn hóa Mỹ, nhưng bộ phim vẫn thu hút không kém các video hiện đại của Nicki Minaj hay Lady Gaga.

### Tranh luận
Lana Del Rey, Rolling Stone
Tranh cãi nổi lên ngay sau khi bộ phim được phát hành, chủ yếu vì nó phù phiếm hóa các vấn đề mại dâm, tình dục, bạo lực, cũng như các biểu tượng tôn giáo. Cảnh phim Del Rey đội mũ của thổ dân da đỏ, chĩa súng vào thái dương rồi hát "tôi đã quá mệt mỏi vì phải điên rồ" chịu sự chỉ trích gay gắt. Molly Lambert của tờ Grantland chỉ trích việc sử dụng văn hóa thổ dân, nói rằng "đây có thể chỉ là cách cô ta phản ánh góc nhìn của bọn du côn lái xe về văn hóa thổ dân Bắc Mỹ, nhưng dù sao đi nữa cũng không thể chấp nhận được." Bên cạnh đó, bộ phim cũng vấp phải tranh cãi vì đã "tôn sùng hóa", "lãng mạn hóa" mối quan hệ giữa Nghệ Sĩ với những người đàn ông hơn cô nhiều tuổi, và thậm chí có thể đã có gia đình.

### Ảnh hưởng
Từ khi được ra mắt năm 2012, có nhiều tác phẩm đại chúng đã chịu ảnh hưởng của "Ride". Trang Rolling Stone chỉ ra nhiều điểm tương đồng giữa bộ phim với video "I Knew You Were Trouble" của Taylor Swift, đặc biệt là phần độc thoại vốn là đặc trưng trong các video của Lana Del Rey.
Những năm gần đây, bộ phim được cho là có "cult following" (thu hút một số đối tượng người xem đặc biệt). Cây bút Michael Love Michael của tờ PAPER đã ca ngợi nội dung của bộ phim, gọi nó là một biểu tượng của thời đại. Ông viết "Lana Del Rey vẫn thật hấp dẫn dù với mái tóc xù và vây quanh đám đàn ông đáng tuổi cha mình."

## Giải thưởng
| Giải thưởng   | Danh sách                                     | Thứ hạng |
| ------------- | --------------------------------------------- | -------- |
| Rolling Stone | Top 10 video hay nhất thập nhiên 2000 và 2010 | 6        |